# Unicorno (costellazione)
L'Unicorno (in latino Monoceros, abbreviato in Mon) è una delle 88 costellazioni moderne. Si tratta di una debole costellazione del cielo invernale; la sua posizione, prossima all'equatore celeste, la rende visibile dalla maggior parte di entrambi gli emisferi terrestri.
Nonostante la sua debole luminosità, è una costellazione estremamente ricca di oggetti galattici come ammassi stellari e nebulose, grazie alla presenza della Via Lattea.

## Caratteristiche

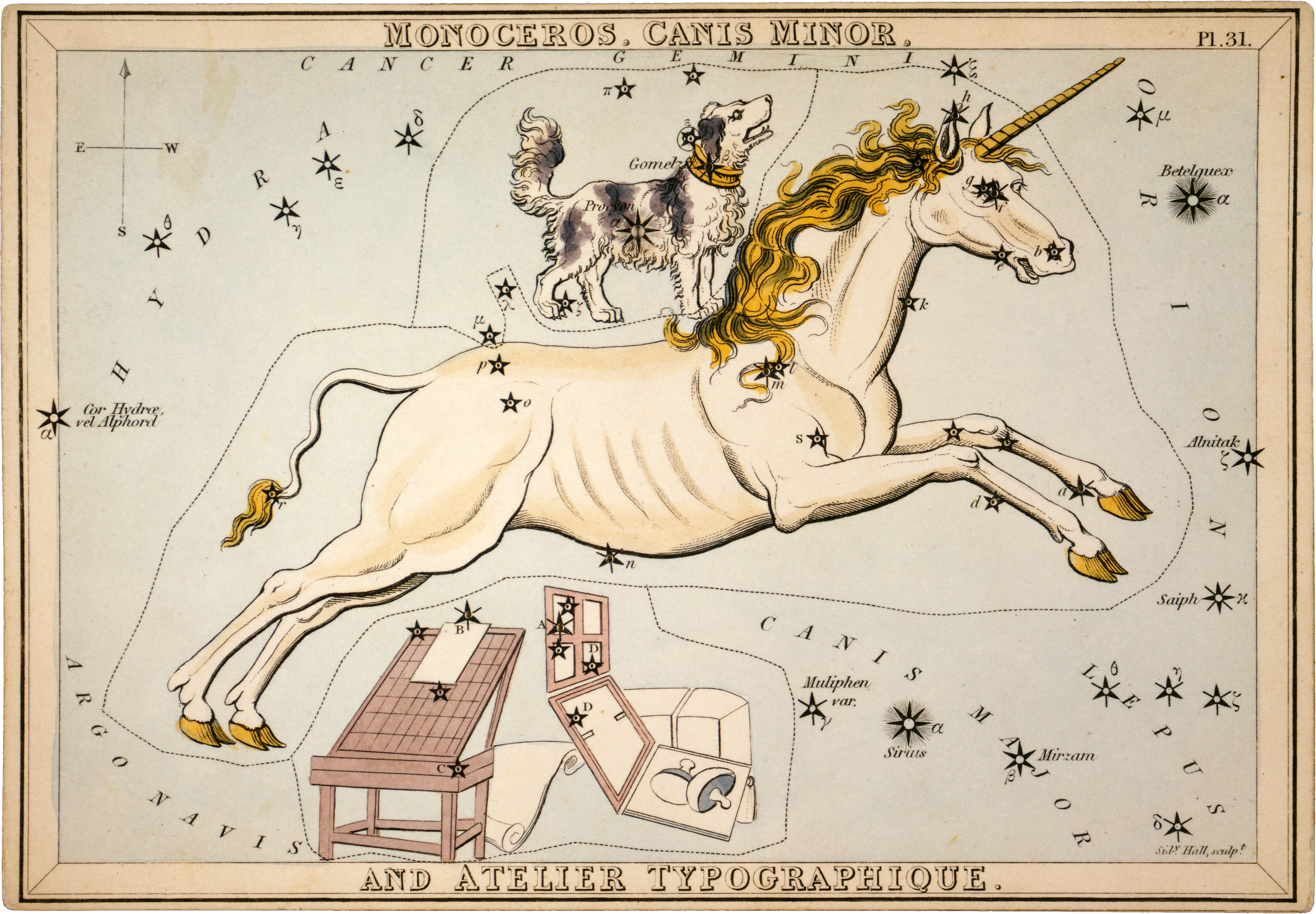
Illustrazione del Cane Minore e dell'Unicorno

L'Unicorno è una costellazione quasi invisibile ad occhio nudo, per via delle poche stelle qua presenti con una magnitudine apparente inferiore a 4,0: infatti, la β Monocerotis ha una magnitudine pari a 3,76 e la α Monocerotis di 3,94, mentre tutte le altre visibili ad occhio nudo sono di magnitudine 4 e 5; oltre a ciò si aggiunge la vicinanza di tre brillantissime costellazioni, Orione ad ovest, il Cane Minore a nordest e il Cane Maggiore a sud, che contribuiscono ad oscurarla ulteriormente.
Nonostante ciò è facile da trovare nel cielo invernale, proprio perché si trova "incastonata" fra tre delle stelle più luminose di queste costellazioni, che costituiscono l'asterismo del Triangolo d'Inverno: Betelgeuse, Sirio e Procione. La costellazione è inoltre attraversata da un tratto debole ma esteso del piano della Via Lattea ed è pertanto molto ricco di stelle di fondo e oggetti non stellari.
Il periodo più propizio per la sua osservazione nel cielo serale ricade nei mesi fra dicembre e aprile, in cui è visibile dopo il tramonto; la sua posizione, a cavallo dell'equatore celeste, fa sì che la si possa osservare da entrambi gli emisferi della Terra, senza alcuna differenza o alcun privilegio a parità di latitudine. All'equatore può essere invece osservata allo zenit.

### Stelle principali
- β Monocerotis è una notevole stella tripla, risolvibile con un piccolo telescopio; le tre componenti poste ai vertici di un triangolo. Le loro magnitudini apparenti sono 4,7, 5,2 e 6,1. William Herschel scoprì questo sistema nel 1781 e lo descrisse come una delle viste più belle dei cieli.
- α Monocerotis è una stella arancione di magnitudine 3,94, distante 144 anni luce.
- γ Monocerotis è una stella arancione, di magnitudine 3,99, distante 644 anni luce.

La ε Monocerotis è una stella doppia; le componenti presentano magnitudini apparenti pari a 4,5 e 6,5.
La S Monocerotis, o 15 Monocerotis, è una stella variabile blu-bianca situata al centro di NGC 2264. La sua variabilità è comunque modesta. Ha una compagna di magnitudine 8.
La V838 Monocerotis è un'altra stella variabile che ha avuto un outburst, un forte e improvviso aumento di luminosità, il 6 gennaio 2002.

### Stelle doppie
L'Unicorno contiene diverse stelle doppie ben osservabili anche con piccoli strumenti.
- β Monocerotis è un sistema a tre stelle scoperto come tale da William Herschel; la componente primaria ha una magnitudine pari a 4,6 ed è ben visibile ad occhio nudo nelle sere invernali boreali. Le due componenti secondarie, entrambe di quinta magnitudine, formano una coppia molto stretta separata dalla primaria da circa 7"; tutte le componenti sono di colore azzurro.
- S Monocerotis è la stella dominante dell'ammasso NGC 2264, racchiuso nella Nebulosa Rosetta; si tratta di una gigante blu leggermente variabile facente parte di un sistema a sette o più stelle. Alcune di queste sono osservabili anche con un telescopio amatoriale, essendo di settima e nona magnitudine.
- ζ Monocerotis è una stella gialla che possiede due compagne di nona e decima magnitudine con una grande separazione angolare, dunque facilmente risolvibili anche con piccoli strumenti.
- ε Monocerotis è una stella bianca di quarta magnitudine, con una compagna di sesta risolvibile con uno strumento amatoriale di media potenza.

Degna di nota è anche la Stella di Scholz, una binaria composta da una nana rossa e una nana bruna, che pur di difficile osservazione, gode della peculiarità di aver attraversato la nube di Oort all'incirca 70.000 anni fa.
| Principali stelle doppie |                                          |                                          |             |             |                                 |           |
| Nome                     | Coordinate equatoriali all'epoca J2000.0 | Coordinate equatoriali all'epoca J2000.0 | Magnitudine | Magnitudine | Separazione (in secondi d'arco) | Colore    |
| Nome                     | AR                                       | Dec                                      | A           | B           | Separazione (in secondi d'arco) | Colore    |
| ε Monocerotis            | 06h 23m 46s                              | +04° 35′ 34″                             | 4,44        | 6,72        | 12,9                            | b + g     |
| β Monocerotis AB         | 06h 28m 49s                              | -07° 01′ 59″                             | 4,60        | 5,40        | 7,1                             | azz + azz |
| β Monocerotis BC         | 06h 28m 49s                              | -07° 01′ 59″                             | 5,40        | 5,60        | 2,9                             | azz + azz |
| HD 46178                 | 06h 32m 24s                              | +11° 40′ 15″                             | 6,03        | 10,2        | 31,1                            | ar + b    |
| S Monocerotis AB         | 06h 40m 59s                              | +09° 53′ 45″                             | 4,8         | 7,6         | 2,9                             | azz + b   |
| S Monocerotis AC         | 06h 40m 59s                              | +09° 53′ 45″                             | 4,8         | 9,9         | 17,0                            | azz + b   |
| δ Monocerotis            | 07h 11m 52s                              | -00° 29′ 34″                             | 4,15        | 13,3        | 32,0                            | b + b     |
| HD 67158/9               | 08h 06m 27s                              | -09° 14′ 20″                             | 6,4         | 8,1         | 30,8                            | b + b     |
| ζ Monocerotis AB         | 08h 38m 36s                              | -02° 59′ 02″                             | 4,34        | 10,1        | 32,0                            | g + g     |
| ζ Monocerotis AC         | 08h 38m 36s                              | -02° 59′ 02″                             | 4,34        | 9,2         | 66                              | g + ar    |

### Stelle variabili
Molte delle stelle variabili della costellazione possono essere osservate anche con un binocolo.
La S Monocerotis è la più appariscente e domina l'ammasso della Nebulosa Rosetta; oltre che una stella multipla è anche una variabile irregolare, una stella pre-sequenza principale che oscilla di alcuni decimi di magnitudine. Un'altra stella giovane è la U Monocerotis, nel sud della costellazione, che mostra delle oscillazioni di oltre due magnitudine nell'arco di circa 3 mesi, percepibili con facilità con un binocolo.
Fra le molte semiregolari le più appariscenti in fase di massima sono la X Monocerotis e la RV Monocerotis, che al massimo della luminosità sono entrambe di magnitudine 6,8.
La V Monocerotis è una Mireide  dal periodo di poco superiore agli undici mesi, che oscilla fra le magnitudini 6,0 e 13,9.
| Principali stelle variabili |                                          |                                          |             |             |                  |                                   |
| Nome                        | Coordinate equatoriali all'epoca J2000.0 | Coordinate equatoriali all'epoca J2000.0 | Magnitudine | Magnitudine | Periodo (giorni) | Tipo                              |
| Nome                        | AR                                       | Dec                                      | Max.        | Min.        | Periodo (giorni) | Tipo                              |
| S Monocerotis               | 06h 40m 59s                              | +09° 43′ 55″                             | 4,20        | 4,60        | -                | Irregolare                        |
| T Monocerotis               | 06h 25m 13s                              | +07° 05′ 09″                             | 5,58        | 6,62        | 27,025           | Cefeide                           |
| U Monocerotis               | 07h 30m 47s                              | -09° 46′ 37″                             | 6,1         | 8,8         | 91,32            | RV Tau                            |
| V Monocerotis               | 06h 22m 44s                              | -02° 11′ 44″                             | 6,0         | 13,9        | 340,5            | Mireide                           |
| X Monocerotis               | 06h 57m 12s                              | -09° 03′ 52″                             | 6,8         | 10,2        | 155,8            | Semiregolare pulsante             |
| RV Monocerotis              | 06h 58m 21s                              | +06° 10′ 02″                             | 6,8         | 8,3         | 131,5            | Semiregolare pulsante             |
| RY Monocerotis              | 07h 06m 56s                              | -07° 33′ 27″                             | 7,5         | 9,2         | 455,7            | Semiregolare pulsante             |
| AX Monocerotis              | 06h 30m 33s                              | +05° 52′ 01″                             | 6,59        | 6,94        | 232,5            | Irregolare (Stella Be)            |
| V474 Monocerotis            | 05h 59m 01s                              | -09° 22′ 56″                             | 5,93        | 6,96        | 0,1361           | Pulsante (δ Sct)                  |
| V505 Monocerotis            | 06h 45m 50s                              | +02° 29′ 57″                             | 7,15        | 7,65        | 53,781           | Eclisse                           |
| V592 Monocerotis            | 06h 50m 42s                              | -08° 02′ 28″                             | 6,16        | 6,32        | 2,9760           | Pulsante                          |
| V614 Monocerotis            | 07h 01m 02s                              | -03° 15′ 09″                             | 7,01        | 7,36        | 60:              | Semiregolare (Stella al carbonio) |
| V644 Monocerotis            | 06h 57m 09s                              | -10° 49′ 28″                             | 6,88        | 6,98        | -                | Irregolare (Stella Be)            |

## Oggetti del profondo cielo

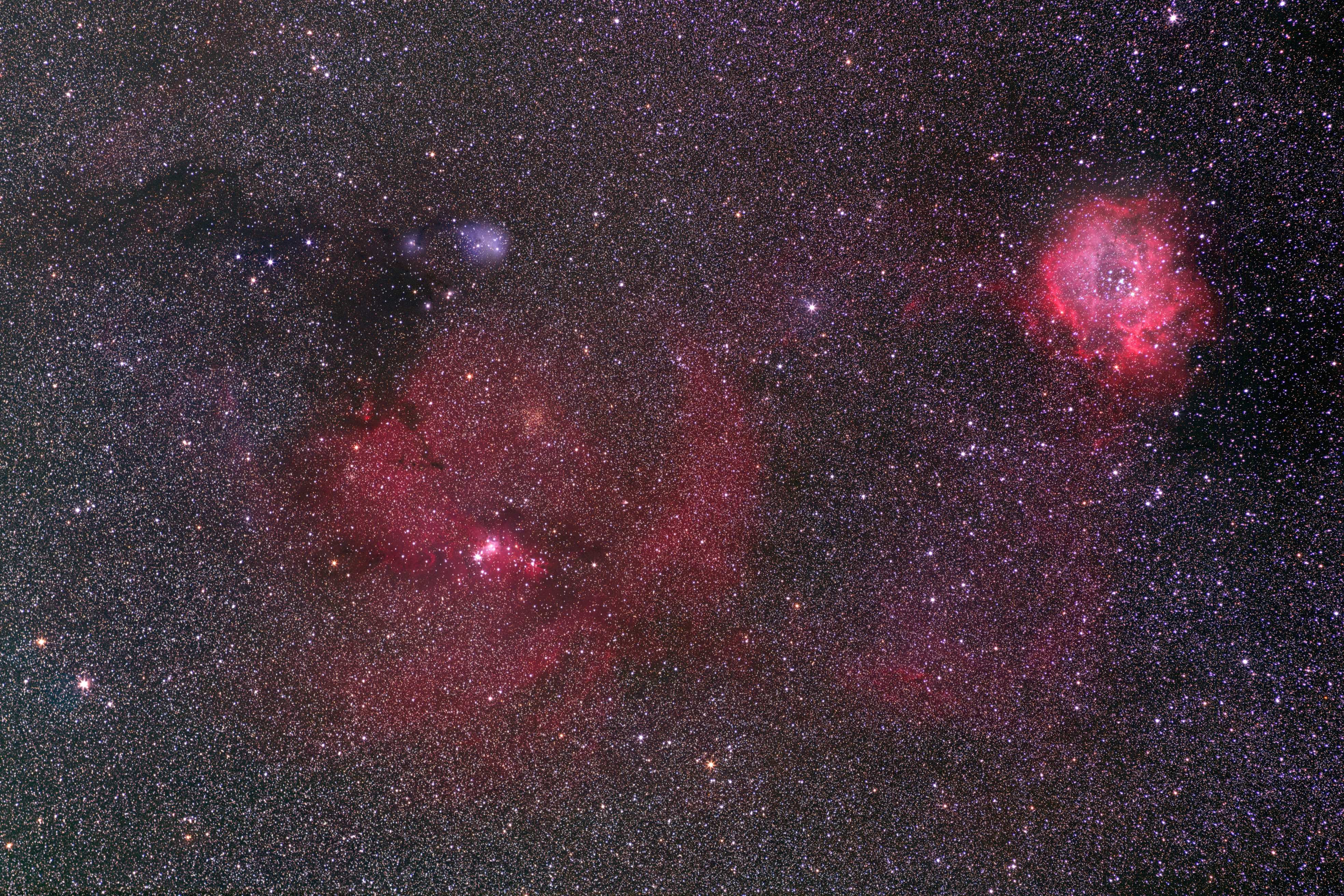
Il complesso nebuloso molecolare di Monoceros OB1 e la Nebulosa Rosetta.

L'Unicorno ricade nella Via Lattea, in un tratto non molto appariscente, ma ricchissimo di oggetti galattici. La sua parte più settentrionale, nell'emisfero boreale, contiene quelli più interessanti.
Tra gli ammassi aperti vanno segnalati innanzitutto M50 e NGC 2232, entrambi nella parte australe della costellazione. Il primo è situato vicino al confine col Cane Maggiore ed è stato notato per primo dal Messier, che lo inserì nel suo catalogo; è pienamente risolvibile in stelle anche con piccoli strumenti. Il secondo è invece un po' più debole, ma le sue poche stelle sono già risolte anche con un buon binocolo. Un gran numero di ammassi minori si addensa specialmente nella parte settentrionale e al confine con il Cane Maggiore.
L'oggetto più notevole della costellazione è invece la celebre Nebulosa Rosetta (NGC 2237-9,46), al cui interno si trova l'ammasso aperto NGC 2244, che la illumina; è una nube molecolare gigante di idrogeno ionizzato, in cui si formano nuove stelle. Poco più a nord è visibile un altro oggetto molto conosciuto, la più debole Nebulosa Cono (NGC 2264); questa nebulosa, debole ma molto estesa, si sovrappone ad un ammasso aperto, formato da due concatenazioni di stelle congiunte in un vertice, caratteristica che gli vale in nome di Ammasso Albero di Natale. Una curiosità è invece fornita dalla nebulosa NGC 2261, la Nebulosa Variabile di Hubble, soggetta ad oscillazioni di luminosità nel corso del tempo; assieme alla Nebulosa Cono fa parte di un grande complesso nebuloso in cui è attiva la formazione stellare, il Complesso nebuloso molecolare di Monoceros OB1. Un'altra regione di formazione stellare ben nota e studiata si trova sul bordo sudoccidentale della costellazione, al confine con Orione; si tratta del Complesso nebuloso molecolare di Monoceros R2, la cui caratteristica più notevole è la presenza di un gran numero di nebulose a riflessione illuminate della stelle più calde e massicce dell'associazione. Infine, a sud, è presente un vasto complesso nebuloso centrato sulla nebulosa IC 2177, la Nebulosa Gabbiano, che sconfina nel Cane Maggiore; ad essa sono associate alcune stelle calde e massicce, che compongono l'associazione Canis Major OB1, immerse in piccole nebulose a riflessione.
Fra le nubi minori, una delle più interessanti dal punto di vista scientifico è Sh2-289, situata all'estrema periferia della Via Lattea; la sua alta latitudine galattica è un importante indicatore della presenza del warp galattico, ossia la forma arcuata e leggermente disallineata del braccio di spirale più esterno della nostra Galassia.
| Principali oggetti non stellari |                                          |                                          |                    |               |                                        |                              |
| Nome                            | Coordinate equatoriali all'epoca J2000.0 | Coordinate equatoriali all'epoca J2000.0 | Tipo               | Magnitudine   | Dimensioni apparenti (in primi d'arco) | Nome proprio                 |
| Nome                            | AR                                       | Dec                                      | Tipo               | Magnitudine   | Dimensioni apparenti (in primi d'arco) | Nome proprio                 |
| NGC 2232                        | 06h 28m 01s                              | -04° 50′ 51″                             | Ammasso aperto     | 4,2           | 29                                     |                              |
| NGC 2237                        | 06h 31m :                                | +05° 03′ :                               | Nebulosa diffusa   | 6,0           | 90 x 90                                | Nebulosa Rosetta             |
| NGC 2244                        | 06h 31m 56s                              | +04° 56′ 35″                             | Ammasso aperto     | 4,8           | 24                                     |                              |
| NGC 2261                        | 06h 39m 10s                              | +08° 44′ 39″                             | Nebulosa diffusa   | 9,0           | 2 x 1                                  | Nebulosa variabile di Hubble |
| NGC 2264                        | 06h 40m 58s                              | +09° 53′ 44″                             | Nebulosa + Ammasso | 3,9 (Ammasso) | 20                                     | Nebulosa Cono                |
| NGC 2301                        | 06h 51m 45s                              | +00° 27′ 33″                             | Ammasso aperto     | 6,0           | 12                                     |                              |
| M50                             | 07h 02m 42s                              | -08° 23′ 26″                             | Ammasso aperto     | 5,9           | 16                                     |                              |
| NGC 2335                        | 07h 06m 50s                              | -10° 01′ 43″                             | Ammasso aperto     | 7,2           | 12                                     |                              |
| IC 2177                         | 07h 05m 06s                              | -10° 42′ 00″                             | Nebulosa diffusa   | -             | 20 x 20                                | Nebulosa Gabbiano            |
| NGC 2343                        | 07h 08m 07s                              | -10° 37′ 01″                             | Ammasso aperto     | 6,7           | 6                                      |                              |
| NGC 2353                        | 07h 14m 30s                              | -10° 15′ 57″                             | Ammasso aperto     | 7,1           | 20                                     |                              |
| NGC 2506                        | 08h 00m 02s                              | -10° 46′ 11″                             | Ammasso aperto     | 7,6           | 8                                      |                              |

## Sistemi planetari
Nell'Unicorno è stato scoperto il primo pianeta transiente mai osservato: si tratta di COROT-1b, individuato nel maggio del 2007 in orbita ad una stella distante oltre 1500 anni luce; si tratta di un pianeta gioviano caldo con una massa di poco superiore a quella di Giove e con un periodo di rivoluzione di soli 1,5 giorni terrestri. Nella costellazione sono stati poi scoperti altri pianeti transienti, e in particolare è stato scoperto il sistema di COROT-7, che conta due pianeti confermati.
| Sistemi planetari |                                          |                                          |             |                    |                              |
| Nome del sistema  | Coordinate equatoriali all'epoca J2000.0 | Coordinate equatoriali all'epoca J2000.0 | Magnitudine | Tipo di stella     | Numero di pianeti confermati |
| Nome del sistema  | AR                                       | Dec                                      | Magnitudine | Tipo di stella     | Numero di pianeti confermati |
| HD 44219          | 06h 20m 15s                              | +10° 43′ 30″                             | 7,70        | Nana gialla        | 1 (b)                        |
| HD 45652          | 06h 29m 13s                              | +10° 56′ 02″                             | 8,13        | Nana gialla        | 1 (b)                        |
| HD 46375          | 06h 33m 13s                              | +05° 27′ 46″                             | 7,84        | Nana arancione     | 1 (b)                        |
| COROT-7           | 06h 43m 49s                              | -01° 43′ 46″                             | 11,67       | Nana gialla        | 2 (b - c)                    |
| COROT-5           | 06h 47m :                                | -00° 12′ :                               | 14,0        | Nana bianco-gialla | 1 (b)                        |
| COROT-1           | 06h 48m 19s                              | -03° 06′ 08″                             | 13,6        | Nana arancione     | 1 (b)                        |
| HD 52265          | 07h 00m 18s                              | -05° 22′ 03″                             | 6,29        | Gigante gialla     | 1 (b)                        |
| HD 66428          | 08h 03m 29s                              | -01° 09′ 46″                             | 8,25        | Nana gialla        | 1 (b)                        |
| COROT-4           | 08h 48m 47s                              | -00° 40′ 22″                             | 13,45       | Nana gialla        | 1 (b)                        |

## Storia e Mitologia
L'Unicorno è una costellazione moderna; si ritiene che la sua definizione risalga all'astronomo e teologo danese Petrus Plancius nel 1613, e che sia stata cartografata come l'Unicorno da Jakob Bartsch nel 1624. Wilhelm Olbers e Ludwig Ideler suggeriscono tuttavia che la costellazione sia in realtà molto più antica, perché appare già in lavori del 1564, e Joseph Scaliger l'ha individuata persino su carte celesti degli antichi Persiani.
Trattandosi di una costellazione moderna, l'Unicorno non presenta un mito classico associato. L'unicorno è una creatura leggendaria, che somiglia ad un cavallo ma ha un singolo corno, spiraleggiante, posto sulla fronte. Si crede che il corno possa curare il veleno. Questo animale è stato spesso simbolo di castità e purezza.